# IL36B
IL36B‏ (Interleukin 36 beta) هوَ بروتين يُشَفر بواسطة جين IL36B في الإنسان.